# خلي بالك من جيرانك (فلم)
خللي بالك من جيرانك هو فيلم مصري إنتاج سنة 1979، بطولة عادل إمام ولبلبة وفؤاد المهندس، ومن إخراج محمد عبد العزيز.

## الممثلون
- عادل إمام بدور المحامي أحمد نافع القبوري
- لبلبة بدور نوال
- فؤاد المهندس (عبد السلام الدمنهوري)
- مديحة يسري بدور  والدة نوال
- ميمي جمال
- وحيد سيف مساعد المحامي أحمد
- علي الشريف
- هدى زكي
- زكريا موافي
- إبراهيم قدري
- فاروق فلوكس

## قصة الفيلم
تدور أحداث الفيلم حول عريسان في شهر العسل يسكنون في شقة مفرشة ولكن ليست كأي شقة لإنهم يفأجون بجيران غريبون وأحداث أغـرب تحدث معهم داخل هذة العمارة والشقة أيضا وتتوالى الأحداث في إطار كوميدي ساخر.

## روابط إضافية
- صفحة الفيلم في قاعدة بيانات الأفلام العربية

## وصلات خارجية
- مقالات تستعمل روابط فنية بلا صلة مع ويكي بيانات